# Amynandros
Amynandros (altgriechisch Ἀμύνανδρος) war ein im späten 3. Jahrhundert und frühen 2. Jahrhundert v. Chr. lebender König von Athamanien. Aufgrund der strategisch bedeutsamen Lage seines Landes – es befand sich zwischen Makedonien und Ätolien – spielte er in den damaligen Kriegen zwischen dem makedonischen König Philipp V., dem Römischen Reich und dem Seleukidenkönig Antiochos III. eine wichtige Rolle.

## Leben
Amynandros wird vielleicht erstmals um 220 v. Chr. vom griechischen Historiker Polybios unter der Namensform Amynas als Schwager des illyrischen Fürsten Skerdilaidas erwähnt. Er vermählte sich mit Apame, einer Tochter des Alexander von Megalopolis und Schwester des Philipp von Megalopolis, der auf Grund seiner angeblichen Verwandtschaft mit Alexander dem Großen Anspruch auf Makedonien erhob.
Während des Ersten Makedonisch-Römischen Kriegs versuchte Amynandros 208 v. Chr. zunächst, einen Frieden zwischen König Philipp V. und den Aitolern zu vermitteln. Rasch trat er jedoch auf die Seite des Makedonenkönigs und gewährte dessen Truppen den Durchzug durch Athamanien, weshalb die Aitoler einen Separatfrieden mit Philipp V. schließen mussten. Für den geleisteten Dienst erhielt Amynandros die Insel Zakynthos, deren Verwaltung er seinem Schwager Philipp von Megalopolis anvertraute. 205 v. Chr. beteiligte er sich an den Friedensverhandlungen, die in Phoinike in Epirus zur Beendigung des Kriegs zwischen König Philipp V. und dem römischen Feldherrn Publius Sempronius Tuditanus geführt wurden.
Nach den ersten Erfolgen der Römer über Philipp V. am Beginn des Zweiten Makedonisch-Römischen Kriegs kam Amynandros 200 v. Chr. in das Lager der Römer und bot ihnen seine Unterstützung an. Daraufhin erhielt er den Auftrag, die Aitoler zum Eintritt in ein Bündnisverhältnis mit Rom zu überreden. 198 v. Chr. verwüstete er das westliche Thessalien und nahm dort mit römischer Militärhilfe Gomphoi und andere Orte ein. Im Herbst 198 v. Chr. nahm er wie auch andere römische Verbündete an der Unterredung des Konsuls Titus Quinctius Flamininus mit Philipp V. in Nikaia am Malischen Golf teil. Danach kam ein kurzer Waffenstillstand zustande, und Amynandros reiste im Auftrag des Flamininus gemeinsam mit Gesandten der anderen griechischen Bundesgenossen der Römer sowie Delegierten Philipps V. nach Rom, um mit dem Senat einen Friedensvertrag auszuhandeln. Die Gespräche scheiterten, und im Mai/Juni 197 v. Chr. errang Flamininus in der Schlacht von Kynoskephalai, für die Amynandros ein Kontingent von 1200 Mann stellte, einen entscheidenden Sieg über die Makedonen. Bei den anschließenden Verhandlungen im Tempe-Tal forderte Amynandros von den Römern für die Zeit nach deren Abzug aus Griechenland Schutz gegen Philipp V. Beim Abschluss des endgültigen Friedens wurde ihm als Lohn für seine Dienste zugestanden, dass er alle festen Plätze, die er dem Makedonenkönig im vorangegangenen Krieg abgenommen hatte, behalten durfte.
Beim Ausbruch des Kriegs zwischen Rom und Antiochos III. (192 v. Chr.) wurden Philipp von Megalopolis aufgrund seiner angeblichen Verwandtschaft mit Alexander dem Großen Hoffnungen auf den Erwerb des makedonischen Throns gemacht, wenn er auf der Seite des Seleukidenkönigs kämpfen würde. Trotz der großen Vorteile, die ihm das Bündnis mit den Römern eingebracht hatte, ließ sich Amynandros von seinem Schwager Philipp dazu überreden, ebenfalls zum Alliierten Antiochos’ III. zu werden. In diesem Krieg trat Philipp V. von Makedonen als Verbündeter der Römer auf, fiel 191 v. Chr. in Athamanien ein und gewann die Sympathie eines Teils der Bevölkerung. Amynandros floh daraufhin mit seiner Gattin und seinen Kindern in die nahegelegene Stadt Ambrakia. Die Aitoler kamen der römischen Forderung, ihn auszuliefern, nicht nach. Inzwischen war Hierokles der Verwalter von Zakynthos geworden und verkaufte die Insel nun an den Achaiischen Bund, sodass Amynandros ihrer verlustig ging.
In Athamanien machte sich Philipp V. durch sein schroffes Regiment bald unbeliebt. Die Einwohner des Landes sandten Amynandros Briefe und luden ihn zur Rückkehr ein. Mit Hilfe des Aitolischen Bunds vermochte der exilierte König die Makedonen 189 v. Chr. aus Athamanien zu vertreiben und sein Reich wieder in Besitz zu nehmen. Er schickte Gesandte nach Rom und zu den Scipionen nach Asien, um sich für den Rückgriff auf aitolische Unterstützung bei der Wiedererlangung seines Throns zu entschuldigen und um Frieden anzusuchen. Dieser wurde ihm bewilligt. Er zeigte sich auch den Einwohnern Ambrakias für ihre ihm erwiesene Gastfreundschaft erkenntlich, indem er sich 189 v. Chr. für ihre Interessen bei den Römern einsetzte. Auch überzeugte er sie, sich den Römern zu unterwerfen. Danach taucht er in den Quellen nicht mehr auf.